# Lomatium plummerae
Lomatium plummerae är en flockblommig växtart som först beskrevs av John Merle Coulter och Joseph Nelson Rose, och fick sitt nu gällande namn av John Merle Coulter och Joseph Nelson Rose. Lomatium plummerae ingår i släktet Lomatium och familjen flockblommiga växter.

## Underarter
Arten delas in i följande underarter:
- L. p. austinae
- L. p. sonnei